# 風待ち海道 隠岐まるごとミュージアム

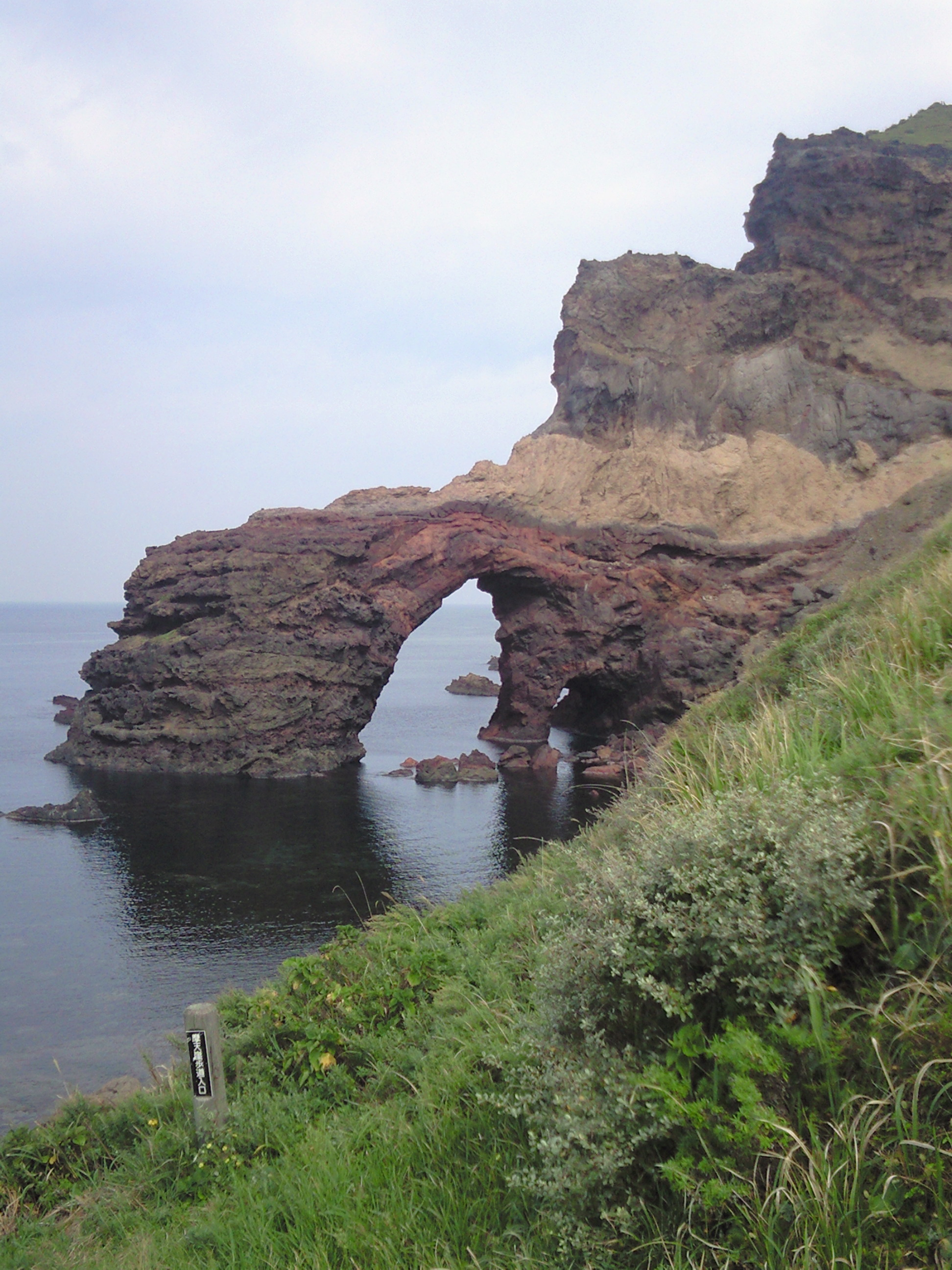
通天橋

風待ち海道　隠岐まるごとミュージアム（かぜまちかいどう）は、島根県隠岐島にある日本風景街道のひとつで、この場合の街道とは特定の道を指す物ではなく、その地域ならではの自然・文化を活かし、景観の向上・地域活性化・観光振興などを行うとりくみのこと。エコツーリズムを推進し、日本の記憶が息づく島「隠岐」の魅力向上を図ることを目的とする。

## 概要
風待ち海道は、国土交通省の日本風景街道に登録されたもので、2012年現在、中国地方に7つある風景街道のひとつ。活動エリアは、大山隠岐国立公園に指定されている島前地域と島後地域を合わせた隠岐島全体。

## 沿道の見所
- 水若酢神社
- 玉若酢命神社八百杉
- 壇鏡の滝敷
- 通天橋
- 浄土ヶ浦海岸
- ローソク島
- 佐々木家

## 沿道の行事
- 隠岐の島ウルトラマラソン
  - 隠岐の島町を一周する100㎞コースと50㎞コースがあります。毎年6月に開催。[2]

- 隠岐古典相撲

## 活動主体
- 隠岐島後地域広域連携観光交流推進協議会・みなとの賑わい創出部会・エコツーリズム推進部会・ ガイド育成部会・総合企画部会・島根大学・長崎県立大学アドバイザー・隠岐の島町役場建設課・国土交通省松江国道事務所[2]。